# کال سرخ (سربیشه)
کال سرخ یک روستا در ایران است که در بخش مرکزی شهرستان سربیشه واقع شده‌است. کال سرخ ۱۰۲ نفر جمعیت دارد.